# Nouvelle-Zélande aux Jeux olympiques d'hiver de 1976
La Nouvelle-Zélande participe aux Jeux olympiques d'hiver de 1976, organisés à Innsbruck en Autriche. Cette nation prend part aux Jeux olympiques d'hiver pour la cinquième fois de son histoire. La délégation néo-zélandaise, formée de 5 athlètes (3 hommes et 2 femmes), ne remporte pas de médaille.

## Résultats

### Hommes
| Athlète         | Épreuve      | Manche 1      | Manche 1 | Manche 2      | Manche 2 | Total         | Total |
| Athlète         | Épreuve      | Temps         | Rang     | Temps         | Rang     | Temps         | Rang  |
| --------------- | ------------ | ------------- | -------- | ------------- | -------- | ------------- | ----- |
| Robin Armstrong | Descente     |               |          |               |          | DNF           | –     |
| Brett Kendall   | Descente     |               |          |               |          | 2 min 00 s 57 | 60    |
| Stuart Blakely  | Descente     |               |          |               |          | 1 min 57 s 91 | 53    |
| Robin Armstrong | Slalom géant | DNF           | –        | –             | –        | DNF           | –     |
| Stuart Blakely  | Slalom géant | 2 min 02 s 12 | 68       | DNF           | –        | DNF           | –     |
| Brett Kendall   | Slalom géant | 2 min 01 s 82 | 66       | 2 min 02 s 23 | 43       | 4 min 04 s 05 | 44    |
| Robin Armstrong | Slalom       | DNF           | –        | –             | –        | DNF           | –     |
| Brett Kendall   | Slalom       | 1 min 18 s 12 | 42       | 1 min 20 s 26 | 36       | 2 min 38 s 38 | 36    |
| Stuart Blakely  | Slalom       | 1 min 13 s 17 | 41       | 1 min 15 s 60 | 34       | 2 min 28 s 77 | 35    |

#### Femmes
| Athlète     | Épreuve      | Manche 1      | Manche 1 | Manche 2      | Manche 2 | Total         | Total |
| Athlète     | Épreuve      | Temps         | Rang     | Temps         | Rang     | Temps         | Rang  |
| ----------- | ------------ | ------------- | -------- | ------------- | -------- | ------------- | ----- |
| Sue Gibson  | Descente     |               |          |               |          | 2 min 03 s 49 | 38    |
| Sue Gibson  | Slalom géant |               |          |               |          | 1 min 49 s 30 | 42    |
| Janet Wells | Slalom géant |               |          |               |          | 1 min 48 s 42 | 41    |
| Sue Gibson  | Slalom       | 1 min 02 s 59 | 28       | 1 min 00 s 94 | 20       | 2 min 03 s 53 | 19    |